# FedEx Express
FedEx Express, antiguamente Federal Express, es una aerolínea de carga con sede en Memphis, Tennessee, Estados Unidos. Es la mayor aerolínea del mundo en términos de toneladas de mercancías transportadas y la novena más grande en términos de tamaño de flota. Es una filial de FedEx Corporation, entrega paquetes y carga a más de 375 destinos en casi todos los países cada día. FedEx Express es la mayor empresa de transporte exprés del mundo.
Su sede principal se encuentra en Memphis, Tennessee, con su hub global ubicado en el Aeropuerto Internacional de Memphis. En los Estados Unidos, FedEx Express tiene un hub nacional en el Aeropuerto Internacional de Indianápolis y hubs regionales localizados en el aeropuerto Ted Stevens Anchorage, aeropuerto de Oakland, aeropuerto Libertad de Newark, Fort Worth Alliance y el aeropuerto de Miami. Los hubs internacionales están localizados en el Aeropuerto Internacional de Paris-Charles de Gaulle, Aeropuerto Internacional Guangzhou Baiyun, Aeropuerto Internacional de Toronto Pearson y el Aeropuerto de Colonia/Bonn.

## Flota
La flota de FedEx Express se compone de las siguientes aeronaves (a octubre de 2021):
| ATR 42-300F              | 20  | —  |                                   |  |  |  |
| ATR 72-200F              | 20  | —  |                                   |  |  |  |
| ATR 72-600F              | 4   | 1  |                                   |  |  |  |
| Airbus A300-600F         | 65  | —  |                                   |  |  |  |
| Boeing 737-400F          | 8   | —  | Operados por ASL Airlines Belgium |  |  |  |
| Boeing 737-800F          | 5   | —  | Operados por West Atlantic UK     |  |  |  |
| Boeing 757-200F          | 119 | —  |                                   |  |  |  |
| Boeing 767-300F          | 111 | 15 |                                   |  |  |  |
| Boeing 777-F             | 51  | 1  |                                   |  |  |  |
| McDonnell Douglas DC-10  | 12  | —  |                                   |  |  |  |
| McDonnell Douglas MD-11F | 59  | —  |                                   |  |  |  |
| Total                    | 474 | 18 |                                   |  |  |  |

La flota de la Aerolínea posee a octubre de 2021 una edad promedio de: 20.4 años.